# Wasserturm (Iosefin)

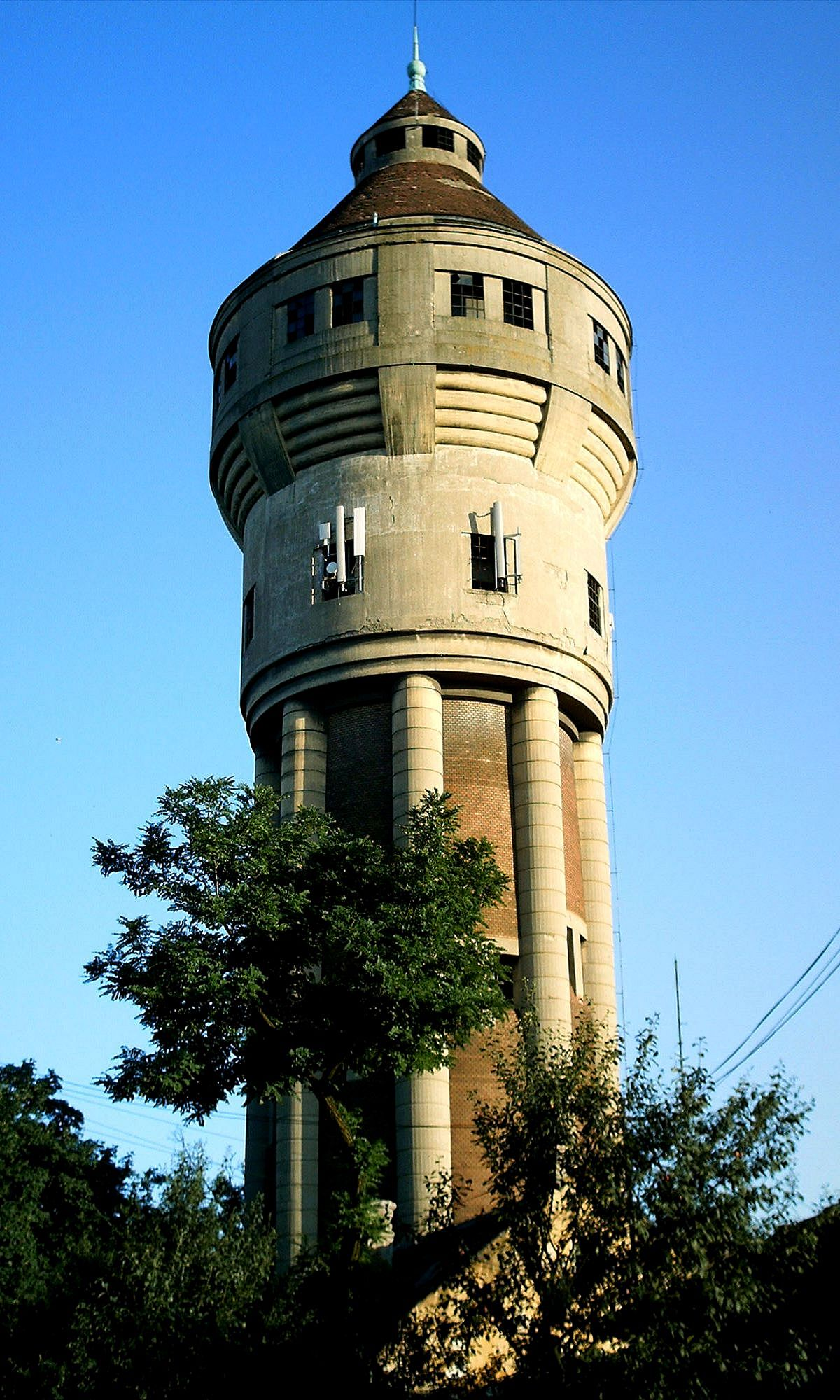
Der Wasserturm in Iosefin, 2008

Der Wasserturm in Iosefin (rumänisch Turnul de apă din Iosefin) ist ein unter Denkmalschutz stehender Wasserturm in der Strada Gheorghe Pop de Băsești im IV. Bezirk Iosefin (deutsch Josefstadt) der westrumänischen Stadt Timișoara (deutsch Temeswar). Er steht auf der rechten Seite der Bega, zwischen den Brücken Podul Muncii und Pasarela Gelu. In der Nähe befindet sich auch die Tabakfabrik in Iosefin.

## Geschichte
Der Wasserturm wurde 1914 nach Plänen des Architekten László Székely auf einer Fläche von 638 Quadratmetern fertiggestellt und ist 52 Meter hoch. 1912 war bereits am anderen Ende des Betriebsnetzes im Bezirk Fabric zum Druckausgleich während der Stoßzeiten ein weiterer baugleicher Wasserturm entstanden. Zur Verständigung zwischen den Türmen wurde ein Telefon benutzt. 1940 wurde der Betrieb eingestellt.

## Beschreibung
Der untere Teil des Turms ist zylinderförmig und wird von vertikalen Rippen eingerahmt. Der Aufgang führt über eine schmale Wendeltreppe. Der Turm verfügt über eine Reihe von rechteckigen Fenstern, und der obere Bereich des Turmes mit dem Wasserbehälter ist kürzer und dicker. Die Spitze wird mit einem zweistöckigen Kuppeldach abgeschlossen.
Der Turm befindet sich in Besitz des Bürgermeisteramtes Temeswar und wird von Aquatim verwaltet.
Trotz seines Denkmalschutzes ist der Turm vom Verfall bedroht. Derzeit (Stand April 2010) ist der untere Teil des Turms großflächig mit Efeu umwachsen.